# ハー・マジェスティ
- ハー・マジェスティ
- ハー・マジェスティー

「ハー・マジェスティ」（Her Majesty）は、ビートルズの楽曲である。1969年9月に発売された11作目のイギリス盤公式オリジナル・アルバム『アビイ・ロード』に収録された。レノン＝マッカートニー名義となっているが、ポール・マッカートニーによって書かれた皮肉が込められたミュージックホール調の楽曲。楽曲はマッカートニーのアコースティック・ギターの弾き語りで構成されており、他のメンバーは参加していない。前曲「ジ・エンド」の演奏が終了して14秒後に本作に移行するが、発売当時の曲目には表記されていなかった。これにより、本作が初の隠しトラックとされている。

## 背景
曲名「Her Majesty」は「女王陛下」などを意味する英語。「陛下！」と国王に呼び掛ける場合は「your majesty」と言うが、呼び掛けない場合は「her majesty」と言う。
本曲では「Her Majesty＝愛（いと）しの女王陛下」という意味。
「女王陛下を口説きたい」という歌詞である。
マッカートニーは、小学生時代にも、エリザベス2世を題材にした作品を書いており、即位式を祝う行事の一環としてリヴァプール公共図書館が開催した作文のコンテストに応募した。応募した作品は、「1953年6月2日にウェストミンスター寺院で開催されるセレモニーをどれだけ楽しみにしているか」という内容で、マッカートニーはこの作品で賞を受賞し、この作品はリヴァプール公式図書館に保存されている。
ジョン・レノンと本作について論じたトニー・マッカーサーは、1968年11月にマッカートニーとアルバム『ザ・ビートルズ』に関するインタビューを録音した際に、本作を初めて聴いたとしており、「ポールが僕のために弾いてくれた。実際には僕らがインタビュー・テープのレベル調整なんかをしていたときに」と語っている。その後、1969年1月に行われたゲット・バック・セッションでも採り上げられており、トゥイッケナム・スタジオでマッカートニーが定期的にやっていた朝のピアノ練習時や、1月24日のアップル・スタジオでのセッション時にも本作をギターでも即興的に演奏された。いずれのバージョンも、リリースされた音源で歌われているヴァース以外の歌詞は存在しない。

## レコーディングと配置
「ハー・マジェスティ」は、1969年7月2日にEMIレコーディング・スタジオのスタジオ2で、「ゴールデン・スランバー/キャリー・ザット・ウェイト」に先だってレコーディングされた。8トラック・レコーダーのトラック1にアコースティック・ギター、トラック8にボーカルが録音された。3テイクで録音されており、いずれも完奏しているが、テイク2のみ演奏し直している。
本作は当初、『アビイ・ロード』のB面の特徴となっているメドレー「ザ・ロング・ワン」の「ミーン・ミスター・マスタード」と「ポリシーン・パン」の間に位置していた。7月30日に「ザ・ロング・ワン」に含まれる楽曲のレコーディングが完了したため、曲順を決めるための仮編集が行われ、本作もミックスが行われた。本作は「ミーン・ミスター・マスタード」の最後のコードが鳴った後、ギターとボーカルは右側で流れ、それがだんだんと左寄りになり、曲の終わりには完全に左側に寄り、「ポリシーン・パン」に移行するという構成になっていた。しかし、メンバー内で考えが変わったため、「ハー・マジェスティ」はメドレーから外れることとなった。これにより、「ポリシーン・パン」への移行の関係から、「ミーン・ミスター・マスタード」の最後のコードが取り除かれた。
メンバーはエンジニアに対して本作をメドレーから外し、マスターテープを破棄するように伝えていたが、EMIの「ビートルズが録音したものは何でも残しておくこと」のポリシーにより、とりあえずの形でテープの後ろに貼り付けられた。翌日、メドレーのテスト・レコードがカッティングされ、最後に突如始まる「ハー・マジェスティ」を聴いたメンバーは、このまま残すことに決めた。1969年9月のラジオ・ルクセンブルクのインタビューで、レノンは「最後にジョークかサプライズを持ってくるのが好きなんだ。『サージェント・ペパー』のエンディングみたいにね。これもあの手のやつの一つ」と語っている。なお、本作はメドレーの仮編集時にミックスされて以降、新たなミックスは作成されておらず、マッカートニーは「あれはほぼ成り行きのもの。実際のところ、僕らの活動全体がそんな感じだったから、それに相応しい結末だった」と語っている。
本作は発売当初は隠しトラックの扱いを受けていたが、1987年のCD化以降は曲目に追加された。

## 備考
2002年6月のエリザベス2世女王戴冠50周年コンサートにおいて、マッカートニーが初めてこの曲をライブ演奏した。
2009年10月にMTVネットワークスは音楽ゲーム『The Beatles: Rock Band』の追加楽曲のダウンロード配信を開始。追加楽曲には本作も含まれており、こちらではアルバム収録時にカットされた最後のコードも含まれている。
2019年9月27日に『アビイ・ロード (50周年記念アニバーサリー・エディション)』が世界同時発売され、本作のセッション音源（第1テイクから第3テイクを繋いだもの）と本作がカットされる前の試作段階のメドレー「ザ・ロング・ワン (試作エディット&ミックス - 1969年7月30日)」（The Long One (Trial Edit & Mix - 30 July 1969)）が収録されている。